# YMCA
Young Men's Christian Association (YMCA eller the Y) blev stiftet den 6. juni 1844 i London i England af George Williams. Den oprindelige hensigt med organisationen var at følge kristne principper i praksis. Unge mænd, som kom til London for at arbejde, levede ofte under usle og usikre forhold, og YMCA satte ind på at erstatte et liv på gaden med bøn og bibelstudier. YMCA's ide var usædvanlig, fordi den overskred de ellers faste skel, der fandtes mellem de forskellige kirker og sociale klasser i England dengang. Denne åbenhed skulle føre til, at YMCA kom til at være for både mænd, kvinder og børn, uanset race, religion og nationalitet. Målet om at tilgodese de sociale behov i samfundet blev sat højt i starten. Siden 1844 er YMCA vokset til at blive en verdensomspændende bevægelse med mere end 45 millioner medlemmer fra 124 nationale forbund. Disse nationale forbund hører under verdensorganisationen Alliance of YMCA. De danske forbund under Alliance of YMCA hedder KFUM og KFUK i Danmark.